# Royal String Quartet
Royal String Quartet (RSQ) – polski kwartet smyczkowy założony w 1998 r.

## Działalność
Członkowie RSQ pierwsze lekcje pobierali w Warszawie u profesorów z kwartetów Camerata i Wilanów. Po ukończeniu warszawskiej Akademii Muzycznej, w latach 2001-2004 muzycy RSQ ukończyli studia podyplomowe w Hochschule für Musik w Kolonii w klasie mistrzów z Alban Berg Quartett. Zespół był również uczestnikiem wielu kursów, pracując z kwartetami Amadeus, Guarneri i Chilingirian. Obecnie RSQ sam prowadzi kursy: w Dartington oraz Lake District Summer School (Wielka Brytania) kształci najmłodsze pokolenie kwartetów smyczkowych.
W latach 2004–2006 Royal String Quartet był częścią BBC New Generation Artists – programu promującego najbardziej utalentowanych artystów z całego świata. Promocja ta obejmowała udział w wielu festiwalach, rejestracje i transmisje radiowe koncertów, sesje nagraniowe i wspólne występy z innymi artystami programu.

### Występy
RSQ regularnie gości na wielu renomowanych festiwalach w kraju i za granicą. Są to m.in. Festiwal Mozartowski, Wielkanocny Festiwal Beethovena oraz Festiwal Pianistyczny w Warszawie, Sacrum Profanum, Wratislavia Cantans, a także festiwale BBC Proms, City of London, szkocki East Neuk, Lichfield, Aldeburgh, Pulse, irlandzki West Cork Music, Trasimeno – festiwal Angeli Hewitt w Umbrii we Włoszech, Next Generation w Dortmundzie, Musikfesttage we Frankfurcie, Valloires i Classique au Vert we Francji oraz australijski Perth International Arts Festival. Niezwykłym wydarzeniem w karierze kwartetu był też specjalny koncert dla Królowej Brytyjskiej Elżbiety II w Londynie w maju 2004 roku.
RSQ koncertuje z wybitnymi artystami. Są wśród nich: Angela Hewitt, Thomas Allen, Ann Murray, Mark Padmore, Stephen Kovacevich, Antoine Tamestit, Christian Poltéra, Emmanuelle Bertrand, Laurence Power, Freddy Kempf, Cédric Tiberghien, Martin Fröst, Nicholas Daniel, Tzimon Barto, Cédric Pescia, Simon Lepper, Llyr Williams, Ronald van Spaendonck, Ronan Collett, Ula Ulijona, Klaudiusz Baran, Tomasz Strahl, Wojciech Świtała, Maciej Grzybowski i Michał Nagy oraz kwartety Skampa, Camerata, Śląski i Psophos.
Zespół wielokrotnie występował w Wigmore Hall i Cadogan Hall w Londynie, Concertgebouw w Amsterdamie, Bridgewater Hall w Manchesterze, National Gallery of Art w Waszyngtonie, Le Grand Theatre w Bordeaux, Sali im. Martinů w Pradze, Palais des Beaux-Arts w Brukseli, wiedeńskim Konzerthausie, Filharmonii Sztokholmskiej, a także w Studiu im. Lutosławskiego, Filharmonii Narodowej i na Zamku Królewskim w Warszawie oraz w filharmoniach w Krakowie, Łodzi, Kielcach i Jeleniej Górze. Koncerty kwartetu transmitowane były przez Program 2 Polskiego Radia, BBC 3 oraz wiele innych rozgłośni europejskich, a także telewizję MEZZO.

### Kwartesencja
Od kilku lat zespół jest twórcą i organizatorem własnego festiwalu muzyki kameralnej „Kwartesencja”, który odbywa się corocznie w warszawskiej Fabryce Trzciny. Jego dotychczasowe odsłony zyskały liczne grono słuchaczy, przychylne recenzje prasy i tytuł Wydarzenia Kulturalnego Roku 2004 przyznany przez miesięcznik „Wprost i Kultura”.

### Wydawnictwa
Obecnie zespół ma swym dorobku 5 płyt. W styczniu 2009 ukazała się pierwsza międzynarodowa płyta kwartetu nagrana dla prestiżowej wytwórni Hyperion, na której znalazły się oba kwartety Karola Szymanowskiego oraz mało znany kwartet Ludomira Różyckiego. Album zebrał świetne recenzje m.in. w magazynach BBC Music Magazine (płyta miesiąca w lutym 2009), The Strad, Gramophone, Le Monde de la Musique.
Wcześniejsze wydawnictwa kwartetu to: „Haydn, Mozart, Beethoven” – debiutancki album nagrany dla firmy Dux, nominowany został do nagrody „Fryderyk” w 2002 roku. Płyta „Astor Piazzolla – Tango”, wydana przez Sony Classical, otrzymała nagrodę „Fryderyk 2003” w kategorii muzyki kameralnej. Kolejne dwie – z Kwartetami Moniuszki, Szymanowskiego i Bacewicz oraz Kwintetem fortepianowym Zarębskiego – wydane zostały przez firmę BeArTon w 2006 roku i otrzymały trzy nominacje do „Fryderyków” w kategoriach „muzyka kameralna” oraz „najwybitniejsze nagranie muzyki polskiej”. Dwie płyty z nagraniami RSQ dołączone były jako „cover CD” do magazynu „BBC Music” (2006, 2008).

## Nagrody i wyróżnienia
Zespół zdobył liczne nagrody na międzynarodowych konkursach, m.in. I nagroda i Grand Prix w Casale Monferrato (2000), II nagroda w Krakowie (2003), Nagroda Specjalna Jury w Kuhmo w Finlandii (2004) oraz III nagroda w kanadyjskim Banff (2004).
Wśród innych wyróżnień przyznanych kwartetowi warto wymienić nagrodę fundacji Borletti-Buitoni, którą honorowani są wybitni młodzi muzycy u progu światowej kariery (2005) oraz Nagrodę Specjalną Ministra Kultury i Dziedzictwa Narodowego „w uznaniu zasług dla kultury polskiej” (2007). W kwietniu 2007 RSQ znalazł się wśród trzech finalistów nominowanych do prestiżowej nagrody Royal Philharmonic Society – najważniejszego brytyjskiego wyróżnienia przyznawanego od 1871 roku.

## Dyskografia
Albumy
| Tytuł                                                            | Dane dot. albumu                             |
| ---------------------------------------------------------------- | -------------------------------------------- |
| Haydn, Mozart, Beethoven                                         | - Data: 2002 - Wydawca: DUX                  |
| Moniuszko, Szymanowski, Bacewicz                                 | - Data: 2006 - Wydawca: BeArTon              |
| Szymanowski: String Quartets Nos 1 & 2 / Różycki: String Quartet | - Data: 5 stycznia 2009 - Wydawca: Hyperion  |
| Górecki: The Three String Quartets                               | - Data: 12 kwietnia 2011 - Wydawca: Hyperion |
| Penderecki & Lutosławski: String Quartets                        | - Data: 4 marca 2013 - Wydawca: Hyperion     |
| Szymański, Mykietyn                                              | - Data: 2 marca 2015 - Wydawca: Hyperion     |

Współpraca
| Mendelssohn: Octet / Schubert: Trout Quintet (oraz Psophos Quartet)                                                                                 | - Data: 2006 - Wydawca: BBC Music                     | –  |                    |
| The Best of Juliusz Zarębski (oraz Wojciech Świtała)                                                                                                | - Data: 2006 - Wydawca: BeArTon                       | –  |                    |
| Fantazja na tematy IV Kwartetu Smyczkowego Grażyny Bacewicz (oraz Krzysztof Herdzin, Cezary Konrad, Robert Kubiszyn, Michał Kulenty i Paweł Gusnar) | - Data: 19 października 2009 - Wydawca: Polskie Radio | –  |                    |
| Kayah & Royal Quartet (oraz Kayah) | - Data: 8 marca 2010 - Wydawca: Kayax                 | –  | - POL: złota płyta |
| Nowa Warszawa (oraz Stanisława Celińska i Bartek Wąsik)                                                                                             | - Data: 7 grudnia 2012 - Wydawca: Nowy Teatr          | 40 |                    |
| „–” album nie był notowany. |                                                       |    |                    |

## Nagrody i wyróżnienia
| Rok  | Kategoria                                | Tytułem                                                          | Nagroda        | Nota      | Źródło |
| ---- | ---------------------------------------- | ---------------------------------------------------------------- | -------------- | --------- | ------ |
| 2002 | Album roku muzyka kameralna              | Haydn, Mozart, Beethoven                                         | Fryderyki 2002 | Nominacja | [ 10 ] |
| 2003 | Album roku muzyka kameralna              | Piazzolla: Tango                                                 | Fryderyki 2003 | Laur      | [ 11 ] |
| 2006 | Album roku muzyka kameralna              | Moniuszko, Szymanowski, Bacewicz                                 | Fryderyki 2006 | Nominacja | [ 12 ] |
| 2006 | Album roku muzyka kameralna              | The Best of Juliusz Zarębski                                     | Fryderyki 2006 | Nominacja | [ 12 ] |
| 2006 | Najwybitniejsze nagranie muzyki polskiej | Moniuszko, Szymanowski, Bacewicz                                 | Fryderyki 2006 | Nominacja | [ 12 ] |
| 2010 | Album roku muzyka kameralna              | Szymanowski: String Quartets Nos 1 & 2 / Różycki: String Quartet | Fryderyki 2010 | Laur      | [ 13 ] |
| 2010 | Najwybitniejsze nagranie muzyki polskiej | Szymanowski: String Quartets Nos 1 & 2 / Różycki: String Quartet | Fryderyki 2010 | Nominacja | [ 13 ] |
| 2012 | Najwybitniejsze nagranie muzyki polskiej | Górecki: The Three String Quartets                               | Fryderyki 2012 | Nominacja | [ 14 ] |
| 2012 | Najlepszy album polski za granicą        | Górecki: The Three String Quartets                               | Fryderyki 2012 | Nominacja | [ 14 ] |
| 2014 | Najlepszy album polski za granicą        | Penderecki & Lutoslawski: String Quartets                        | Fryderyki 2014 | Nominacja | [ 15 ] |
| 2016 | Najwybitniejsze nagranie muzyki polskiej | Szymański, Mykietyn                                              | Fryderyki 2016 | Nominacja | [ 16 ] |
| 2016 | Najlepszy album polski za granicą        | Szymański, Mykietyn                                              | Fryderyki 2016 | Nominacja | [ 16 ] |